# Максимов, Виктор Иванович
Виктор Иванович Максимов (5 февраля 1926, Берёзовский — 28 июня 2012, там же) — тренер-общественник по тяжёлой атлетике и гиревому спорту. Отличник физической культуры и спорта. Почётный гражданин города Берёзовского.

## Биография
Родился 5 февраля 1926 года в посёлке Берёзовского завода (ныне город Берёзовский). В семье был старшим, кроме него еще трое детей. Детство прошло на улице Революционной в доме № 56. Увлекался лёгкой атлетикой, гимнастикой. Мальчишки вместе со взрослыми строили простейшие спортивные площадки, изготавливали инвентарь, который в те годы был большим дефицитом.
В школе № 1 закончил 7 классов.
С началом Великой Отечественной войны поступил на работу на военный завод токарем.
В 1946 году поступил учиться в Свердловский архитектурный техникум. Здесь всерьез увлекся тяжёлой атлетикой. Записался в секцию к тренеру Якову Перлину. Выступал в наилегчайшем весе. Неоднократно становился победителем, призёром и рекордсменом города Свердловска по тяжёлой атлетике. Десятикратный чемпион Свердловской области по тяжелой атлетике и гиревому спорту в легком весе (1959—1969). Призер чемпионата Урала. Участник чемпионата России в «Конкурсе силачей». Чемпион РСФСР в составе сборной команды Свердловской области по гиревому спорту. Выступал за ДСО «Урожай».
В 1950 году окончил техникум, по комсомольской путёвке поехал работать в посёлок Тугулым, где был принят заведующим стройотделом при Тугулымском райисполкоме. Здесь организовал секцию по тяжелой атлетике и гиревому спорту. На начальном периоде инвентарь делали сами, гири собирали по деревням. Позднее купили необходимый инвентарь.
Через девять лет вернулся в город Берёзовский и поступил на работу прорабом в совхоз «Шиловский». В совхозе организовал секцию по тяжелой атлетике.
В 1967 году перешел на работу в Рудник прорабом. Строил промышленные и жилые объекты, в том числе надшахтные надстройки, котельные и т. д. Позднее перешел на работу в домостроительный комбинат и вышел на заслуженный отдых в 70-летнем возрасте. Был тренером-преподавателем в секции тяжелой атлетики на руднике, где тренировал местных подростков. Активным спортом занимался до 50-летнего возраста. 
Подготовил пять мастеров спорта по тяжелой атлетике. Был первым тренером чемпиона мира среди юниоров по тяжёлой атлетике Николая Груздева.
С детства увлекся живописью, музыкой и фотографией. Любил рисовать акварелью и маслом. В жанровом отношении его творчество тоже разнообразно: портреты, автопортреты, натюрморты. Но самые многочисленные и любимые — это пейзажи. Виктор Иванович очень любил родную уральскую природу. Одной из главных в творчестве Максимова является военная тема, навеянная воспоминаниями об отце Иване Васильевиче, который вернулся домой с боевыми наградами, но вскоре умер от ранений.
Его картины хранились в Берёзовском музее, много своих работ он подарил городским школам, несколько работ — в музее г. Мюнхена, не один раз организовывались его выставки.
Во все годы, начиная со школьного возраста, принимал участие в художественной самодеятельности. Пел соло и в хоре, прекрасно играл на гармони и мандолине.
Скончался 28 июня 2012 года. Похоронен на Центральном кладбище Берёзовского.
В его честь на фасаде дома № 6 на Анучина, где он жил, 28 июня 2013 года была открыта мемориальная доска.

## Награды и звания
- Медаль «За доблестный труд в годы Великой Отечественной войны 1941—1945 гг.»
- Медаль «Ветеран труда»
- Медаль «В честь 40-летия Победы в Великой Отечественной войне в тылу»
- Отличник физической культуры и спорта
- Знаками: «Победитель соцсоревнования», «Ветеран спорта РСФСР»
- Почётный член общества «Урожай»
- «Инструктор-общественник СССР»
- Почётный гражданин города Берёзовского (2004)